# وال‌ماهی دهان‌قرمز
وال‌ماهی دهان‌قرمز (نام علمی: Rondeletia) نام یک سرده از راسته وال‌ماهی‌سانان است.